# Robert Ebersohn
Robert Thompson Ebersohn (n. Bloemfontein, 23 de febrero de 1989) es jugador sudafricano de rugby que se desempeña como centro. Ha jugado para los Springboks Seven y para el equipo sudafricano Sub-20. Cuando participa en el formato de rugby de 15 jugadores, su posición preferida es de centro, aunque en diversas ocasiones también ha jugado como fullback.
Robert es cristiano devoto.

## Carrera
Robert Ebersohn es una de las promesas del rugby sudafricano, cuenta con grandes actuaciones en los circuitos de seven y ha disputado un gran mundial con los Baby boks.
Debutó en 2008 con Free State Cheetahs de la Currie Cup y dos años más tarde fue contratado a los Cheetahs, una de las franquicias sudafricanas del Super Rugby. En 2013 fue contratado por el club francés Montpellier Hérault RC donde jugó hasta 2016 dónde fichó por el Montpellier.